# Eufemia de Ross
Eufemia de Ross (1330 circa – 1386) è stata regina consorte in seconde nozze di Roberto II di Scozia.

## Vita
Era figlia di Ugo (in gaelico Aodh), conte di Ross, e Margatet Graham, figlia di Sir David Graham di Montrose (a volte però citato come John Graham).
Si sposò con John Randolph, III conte di Moray, senza avere figli. Suo marito morì nel 1346 alla battaglia di Neville's Cross, ed Eufemia rimase vedova giovanissima, a circa quindici anni. Nove anni dopo, il 2 maggio 1355, Eufemia sposò Roberto II, unico figlio di Walter Stewart e Marjorie Bruce, figlia di Roberto I di Scozia e Isabella di Mar. In questo modo i due erano cugini di primo grado e il loro rapporto avrebbe quindi potuto essere incestuoso, così dovettero far richiesta al Papa Innocenzo VI che approvò il loro matrimonio (il secondo per entrambi).
Roberto II successe a suo zio materno Davide II di Scozia, che non aveva avuto figli, nel 1371, ed Eufemia divenne quindi regina consorte mantenendo questo titolo fino alla morte, sopraggiunta nel tardo 1386. Roberto II, ormai vecchio e privo del potere effettivo in favore del figlio ed erede Giovanni, figliastro di Eufemia, non si risposò.

## Discendenza
Eufemia e Roberto ebbero almeno quattro figli:
- Davide Stewart, primo conte di Strathearn e Caithness (morto nel 1386 circa)
- Walter Stewart, primo conte di Atholl (morto nel 1437)
- Elisabetta Stewart, che sposò nel 1380 David Lindsay, primo conte di Crawford
- Egidia Stewart, che sposò nel 1387 Sir William Douglas di Nithsdale

L'esistenza di una quinta figlia, forse di nome Caterina, è contestata.

## Ascendenza
|                     |   |                      | Genitori       |  |  | Nonni |  |  | Bisnonni          |  |  | Trisnonni         |  |
|                     |   |                      |                |  |  |       |  |  | William I de Ross |  |  | Farquhard de Ross |  |
|                     |   |                      |                |  |  |       |  |  | William I de Ross |  |  | Farquhard de Ross |  |
|                     |   | …                    |                |  |  |       |  |  | William I de Ross |  |  |                   |  |
| William II de Ross  |   |                      |                |  |  |       |  |  | William I de Ross |  |  |                   |  |
|                     |   | Jean Comyn           | William Comyn  |  |  |       |  |  |                   |  |  |                   |  |
|                     |   | Jean Comyn           | William Comyn  |  |  |       |  |  |                   |  |  |                   |  |
|                     |   | Jean Comyn           | Sarah FitzHugh |  |  |       |  |  |                   |  |  |                   |  |
| Hugh de Ross        |   | Jean Comyn           |                |  |  |       |  |  |                   |  |  |                   |  |
|                     |   | sir Hugh de Berkeley | …              |  |  |       |  |  |                   |  |  |                   |  |
|                     |   | sir Hugh de Berkeley | …              |  |  |       |  |  |                   |  |  |                   |  |
|                     |   | sir Hugh de Berkeley | …              |  |  |       |  |  |                   |  |  |                   |  |
| Eufemia de Berkeley |   | sir Hugh de Berkeley |                |  |  |       |  |  |                   |  |  |                   |  |
|                     |   | …                    | …              |  |  |       |  |  |                   |  |  |                   |  |
|                     |   | …                    | …              |  |  |       |  |  |                   |  |  |                   |  |
|                     |   | …                    | …              |  |  |       |  |  |                   |  |  |                   |  |
| Eufemia de Ross     |   | …                    |                |  |  |       |  |  |                   |  |  |                   |  |
|                     | … | …                    |                |  |  |       |  |  |                   |  |  |                   |  |
|                     | … | …                    |                |  |  |       |  |  |                   |  |  |                   |  |
|                     | … | …                    |                |  |  |       |  |  |                   |  |  |                   |  |
| John/David Graham   | … |                      |                |  |  |       |  |  |                   |  |  |                   |  |
|                     |   | …                    | …              |  |  |       |  |  |                   |  |  |                   |  |
|                     |   | …                    | …              |  |  |       |  |  |                   |  |  |                   |  |
|                     |   | …                    | …              |  |  |       |  |  |                   |  |  |                   |  |
| Margareth Graham    |   | …                    |                |  |  |       |  |  |                   |  |  |                   |  |
|                     |   | …                    | …              |  |  |       |  |  |                   |  |  |                   |  |
|                     |   | …                    | …              |  |  |       |  |  |                   |  |  |                   |  |
|                     |   | …                    | …              |  |  |       |  |  |                   |  |  |                   |  |
| …                   |   | …                    |                |  |  |       |  |  |                   |  |  |                   |  |
|                     |   | …                    | …              |  |  |       |  |  |                   |  |  |                   |  |
|                     |   | …                    | …              |  |  |       |  |  |                   |  |  |                   |  |
|                     |   | …                    | …              |  |  |       |  |  |                   |  |  |                   |  |
|                     |   | …                    |                |  |  |       |  |  |                   |  |  |                   |  |